# Virginia Madsen
Virginia Madsen (Chicago, Illinois, 1961. szeptember 11. –) amerikai színésznő, filmproducer, Michael Madsen húga.
A filmvásznon 1983-ban debütált Én és a te anyád című filmvígjáték-drámával. 1984-ben megkapta Irulan Corrino hercegnő szerepét David Lynch Dűne-feldolgozásában. Ezt követően Madsen olyan ifjúsági filmekben játszott, mint a Komputer-szerelem (1984) és a Földi boszorkányok (1986). 1992-ben a Kampókéz című horrorfilmmel szerzett ismertséget. A kritikai sikert a 2004-es Kerülőutak hozta el számára, mellyel női mellékszereplőként Oscar-, Golden Globe- és Screen Actors Guild-díjakra jelölték.
Televíziós szereplései voltak A simlis és a szende (1989), a Frasier – A dumagép (1998), az American Dreams (2002–2003), a Monk – A flúgos nyomozó (2002–2009) és Az esemény (2011) epizódjaiban. A Született boszorkányok, A kijelölt túlélő és a Mocsárlény: A sorozat című műsorokban is fontosabb szerepekben tűnt fel.

## Fiatalkora és családja
Virginia Madsen Elaine Melson Emmy-díjas költő, producer és drámaíró és Calvin Madsen tűzoltó második gyermekeként született Chicagóban, Illinois államban. Angol, ír, skót, dán, német és indián felmenőkkel rendelkezik. Bátyja, Michael Madsen szintén színész. A szülők 1968-ban váltak el. Virginia Winnetkában, a New Trier középiskolában végzett. Járt a Ted Liss Acting Studioba Chicagóban és a Harand Camp Adult Theater Seminarra Elkhart Lake-ben, Wisconsinban.

## Pályafutása
Virginia 1983-ban tűnt fel először a filmvásznon az Én és a te anyád című romantikus vígjátékban, Lisa szerepében. A Komputer-szerelem című zenés vígjátékban egy csellistát alakít, aki különös szerelmi háromszögbe keveredik egy építésszel és egy számítógéppel. Az 1984-es - Frank Herbert regényéből készült - Dűne című fantasztikus filmben Irulan hercegnőt játssza. 1985-ben Robert Mitchum partnere volt A híres szerelem című romantikus életrajzi drámában, valamint Peter O’Toole és Mariel Hemingway társaságában szerepelt a Lombikfeleségben.
Láthattuk a Földi boszorkányokban, az Élet-halál táncban és Tommy Lee Jones mellett Rachel Carlyle szerepében, A halottak nem hazudnak című thrillerben. A Magyarországon is nagy sikerrel játszott A simlis és a szende című - Cybill Shepherd és Bruce Willis főszereplésével készült - bűnügyi vígjátéksorozat három epizódjában alakította Lorraine Anne Charnockot. Ő volt Louise Marcus a Hegylakó 2. – A visszatérés című fantasy-filmben, de láthattuk a Clive Barker regényéből készült, 1992-es Kampókéz című horrorfilm egyik főszerepében (amiért megkapta a legjobb női főszereplőnek járó Szaturnusz-díjat), a Linda című tv-filmben vagy a Christopher Walken és Viggo Mortensen főszereplésével készült Angyalok háborúja című horrorban is.
Rob Reiner 1996-os Kísért a múlt című történelmi drámájában (Alec Baldwin, James Woods, Whoopi Goldberg) Dixie DeLaughter karakterét formálta meg. A film Medgar Evers afro-amerikai polgárjogi aktivista esetét dolgozza fel. A 90-es évek végétől több sorozatban is feltűnt pár epizód erejéig, mint például a Star Trek: Voyager, Frasier – A dumagép, az Ügyvédek, vagy a CSI: Miami helyszínelők. Aztán 2004-ben, Alexander Payne rendezésében, Paul Giamatti és Thomas Haden Church mellett megkapta a Kerülőutak című film női főszerepét. A mozi hatalmas sikert aratott, Virginia konkrétan 19 díjat kapott.
A 2006-os Tűzfal című thrillerben ő volt Beth, Jack Stanfield (Harrison Ford) felesége, a Családi űrutazásban pedig Charles Farmer Billy Bob Thornton neje. Láthattuk még a Bűn/tudatban, a Csökkent képességben, a Jake a négyzeten című vígjátékban, de olyan sorozatokban is, mint a Született boszorkányok, A kijelölt túlélő, a Sherlock és Watson vagy a Mocsárlény.

## Magánélete
1989-ben ment hozzá Danny Huston színészhez. A házasság három évig tartott. 1993 és 1998 között Antonio Sabàto Jr. olasz származású amerikai színésszel élt együtt. Egy gyermekük született.

## Filmográfia

### Film
| Év   | Magyar cím                                 | Eredeti cím                       | Szerep                                | Magyar hang      |
| ---- | ------------------------------------------ | --------------------------------- | ------------------------------------- | ---------------- |
| 1983 | Én és a te anyád                           | Class                             | Lisa                                  |                  |
| 1984 | Komputer-szerelem                          | Electric Dreams                   | Madeline Robistat                     | Csere Ágnes      |
| 1984 | Komputer-szerelem                          | Electric Dreams                   | Madeline Robistat                     | Vadász Bea       |
| 1984 | Dűne                                       | Dune                              | Irulan hercegnő                       | Solecki Janka    |
| 1985 | Lombikfeleség                              | Creator                           | Barbara Spencer                       | Dudás Eszter     |
| 1985 | Lombikfeleség                              | Creator                           | Barbara Spencer                       | Roatis Andrea    |
| 1986 |                                            | Fire with Fire                    | Lisa                                  |                  |
| 1986 | Földi boszorkányok                         | Modern Girls                      | Kelly                                 |                  |
| 1987 | Élet-halál tánc                            | Slam Dance                        | Yolanda Caldwell                      | Rák Kati         |
| 1987 | Zombi gimi                                 | Zombie High                       | Andrea Miller                         |                  |
| 1988 | Mr. North                                  | Mr. North                         | Sally Boffin                          | Vadász Bea       |
| 1988 | Sürgető ügető                              | Hot to Trot                       | Allison Rowe                          | Kocsis Judit     |
| 1988 | Sürgető ügető                              | Hot to Trot                       | Allison Rowe                          | Németh Borbála   |
| 1989 | Ébredő szívek                              | Heart of Dixie                    | Delia June Curry                      | Kiss Erika       |
| 1990 | Forró nyomon                               | The Hot Spot                      | Dolly Harshaw                         | Vándor Éva       |
| 1991 | Hegylakó 2. – A visszatérés                | Highlander II: The Quickening     | Louise Marcus                         | Orosz Helga      |
| 1991 | Hegylakó 2. – A visszatérés                | Highlander II: The Quickening     | Louise Marcus                         | Spilák Klára     |
| 1991 | Hegylakó 2. – A visszatérés                | Highlander II: The Quickening     | Louise Marcus                         | Söptei Andrea    |
| 1991 | Így lettem Colette                         | Becoming Colette                  | Polaire                               | Prókai Annamária |
| 1992 | Kampókéz                                   | Candyman                          | Helen Lyle                            | Vándor Éva       |
| 1994 |                                            | Caroline at Midnight              | Susan Prince                          |                  |
| 1994 | Kék tigris                                 | Blue Tiger                        | Gina Hayes                            |                  |
| 1995 | Angyalok háborúja                          | The Prophecy                      | Katherine                             | Vándor Éva       |
| 1996 |                                            | Just Your Luck                    | Kim                                   |                  |
| 1996 | Kísért a múlt                              | Ghosts of Mississippi             | Dixie DeLaughter                      | Vándor Éva       |
| 1997 | Az esőcsináló                              | The Rainmaker                     | Jackie Lemancyzk                      | Nyírő Bea        |
| 1999 |                                            | Ballad of the Nightingale         | Mo Lewis                              |                  |
| 1999 | A bár                                      | The Florentine                    | Molly                                 | Orosz Anna       |
| 1999 | Az átok                                    | The Haunting                      | Jane                                  | Árkosi Kati      |
| 2000 | Szex után                                  | After Sex                         | Traci                                 | Orosz Anna       |
| 2001 |                                            | Full Disclosure                   | Brenda Hopkins                        |                  |
| 2001 | A múlt árnyékában                          | Almost Salinas                    | Clare                                 |                  |
| 2001 | Gyilkos tétlenség                          | Lying in Wait                     | Vera Miller                           | Orosz Anna       |
| 2002 | Amerikai pisztoly                          | American Gun                      | Penny Tillman                         |                  |
| 2003 |                                            | Artworks                          | Emma Becker                           |                  |
| 2003 | Senki nem tud semmit                       | Nobody Knows Anything!            | börtönügyvéd                          |                  |
| 2004 | Kerülőutak                                 | Sideways                          | Maya                                  | Orosz Anna       |
| 2005 | Scooby-Doo és a múmia átka                 | Scooby Doo in Where's My Mummy?   | Kleopátra (hangja)                    | Agócs Judit      |
| 2005 | Stuart Little, kisegér 3. – A vadon hívása | Stuart Little 3: Call of the Wild | szörnyeteg (hangja)                   |                  |
| 2006 | Az utolsó adás                             | A Prairie Home Companion          | veszélyes nő                          | Tóth Enikő       |
| 2006 | Családi űrutazás                           | The Astronaut Farmer              | Audrey "Audie" Farmer                 | Major Melinda    |
| 2006 | Tűzfal                                     | Firewall                          | Beth Stanfield                        | Fehér Anna       |
| 2007 | A 23-as szám                               | The Number 23                     | Agatha Sparrow / Fabrizia             | Hegyi Barbara    |
| 2007 | Bűn/tudat                                  | Ripple/Effect                     | Sherry                                |                  |
| 2007 |                                            | Cutlass (rövidfilm)               | Robin                                 |                  |
| 2007 |                                            | Being Michael Madsen              | önmaga                                |                  |
| 2008 | Csökkent képesség                          | Diminished Capacity               | Charlotte                             | Orosz Anna       |
| 2009 | A Csodanő                                  | Wonder Woman                      | Hippolyta                             |                  |
| 2009 | Kísértetjárás Connecticutban               | The Haunting in Connecticut       | Sara Campbell                         | Spilák Klára     |
| 2010 |                                            | Father of Invention               | Lorraine                              |                  |
| 2011 | A lány és a farkas                         | Red Riding Hood                   | Suzette                               | Vándor Éva       |
| 2011 |                                            | Marriage Drama (rövidfilm)        | Linda                                 |                  |
| 2012 | Monte Wildhorn csodálatos nyara            | The Magic of Belle Isle           | Charlotte O'Neil                      | Vándor Éva       |
| 2013 |                                            | The Last Keepers                  | Abigail Carver                        |                  |
| 2013 | Dögös koros kosarasok                      | The Hot Flashes                   | Clementine Winks                      | Orosz Anna       |
| 2013 |                                            | Crazy Kind of Love                | Augusta                               |                  |
| 2013 | Jake a négyzeten                           | Jake Squared                      | Beth                                  |                  |
| 2014 | Kinn a vadonban                            | All the Wilderness                | Abigail Charm                         |                  |
| 2015 |                                            | Burning Bodhi                     | Naomi                                 |                  |
| 2015 | Élőhalottak: az őrtorony                   | Dead Rising                       | Maggie                                | Orosz Anna       |
| 2015 |                                            | Grace Stirs Up Success            | Mrs. Thomas                           |                  |
| 2015 |                                            | Walter                            | Karen                                 |                  |
| 2015 | Joy                                        | Joy                               | Terry                                 | Vándor Éva       |
| 2016 |                                            | Burn Your Maps                    | Victoria                              |                  |
| 2016 | Better Watch Out                           | Better Watch Out                  | Deandra Lerner                        | Ősi Ildikó       |
| 2017 |                                            | A Change of Heart                 | Deena                                 |                  |
| 2018 |                                            | 1985                              | Eileen                                |                  |
| 2018 |                                            | Her Smell                         | Ania Adamcyzk                         |                  |
| 2018 |                                            | Spare Room                        | Nat                                   |                  |
| 2020 | Karácsonyi hadgyakorlat                    | Operation Christmas Drop          | Angie Bradford kongresszusi képviselő | Kovács Nóra      |
| 2021 | Kampókéz                                   | Candyman                          | Helen Lyle (hangja)                   | Kocsis Mariann   |
| 2022 |                                            | Give Me An A                      | Judy edző                             |                  |
| 2022 | Démoni fény                                | Prey for the Devil                | Dr. Peters                            |                  |
| 2023 |                                            | One Day as a Lion                 | Valerie Brisky                        |                  |
| 2023 |                                            | The Portrait                      | Mags                                  |                  |

### Televízió
Tévéfilmek
| Év   | Magyar cím                               | Eredeti cím                                  | Szerep            | Magyar hang    |
| ---- | ---------------------------------------- | -------------------------------------------- | ----------------- | -------------- |
| 1985 | A híres szerelem                         | The Hearst and Davies Affair                 | Marion Davies     |                |
| 1987 | Baseball becsület                        | Long Gone                                    | Dixie Lee Boxx    |                |
| 1988 | A halottak nem hazudnak                  | Gotham                                       | Rachel Carlyle    | Pásztor Edina  |
| 1989 | Harmadfokú égés                          | Third Degree Burn                            | Anne Scholes      | Balogh Erika   |
| 1991 |                                          | Ironclads                                    | Betty Stuart      |                |
| 1991 | A szerelem áldozata                      | Victim of Love                               | Carla Simmons     | Zakariás Éva   |
| 1991 |                                          | Love Kills                                   | Rebecca Bishop    |                |
| 1992 |                                          | A Murderous Affair: The Carolyn Warmus Story | Carolyn Warmus    |                |
| 1993 | Linda                                    | Linda                                        | Linda Cowley      | Bánfalvy Ágnes |
| 1994 | Fájdalmas bosszú                         | Bitter Vengeance                             | Annie Westford    | Tóth Enikő     |
| 1997 | Apokalipszis                             | The Apocalypse Watch                         | Karin De Vries    |                |
| 1998 | Menekülő ellenségek (A Klán csapdájában) | Ambushed                                     | Lucy Monroe       | Ullmann Zsuzsa |
| 2000 | Fortuna gyermekei                        | Children of Fortune                          | Ingrid Bast       |                |
| 2000 |                                          | The Inspector General                        | ismeretlen szerep |                |
| 2001 | Lángoló préri                            | Crossfire Trail                              | Anne Rodney       | Kovács Nóra    |
| 2001 | Ellopott évek                            | Just Ask My Children                         | Brenda Kniffen    |                |
| 2003 | Lily hazatér                             | Tempted                                      | Emma Burke        | Kocsis Mariann |
| 2004 | Kegyetlen valóság                        | Brave New Girl                               | Wanda Lovell      |                |
| 2012 |                                          | Hornet's Nest                                | Judy Hammer       |                |
| 2013 | Anna Nicole – Egy playmate története     | Anna Nicole                                  | Virgie Arthur     |                |

Sorozatok
| Év        | Magyar cím                               | Eredeti cím                              | Szerep                                | Megjegyzések                                             |
| --------- | ---------------------------------------- | ---------------------------------------- | ------------------------------------- | -------------------------------------------------------- |
| 1984      |                                          | American Playhouse                       | Lou Ellen Purdy                       | - 1 epizód (Elvi kérdés) - magyar hangja: - Csellár Réka |
| 1985      |                                          | Mussolini: The Untold Story              | Claretta Petacci                      | minisorozat (3 epizód)                                   |
| 1987      |                                          | The Hitchhiker                           | Christina                             | 1 epizód                                                 |
| 1989      | A simlis és a szende                     | Moonlighting                             | Annie Charnock                        | visszatérő szereplő (5. évad)                            |
| 1998      | Star Trek: Voyager                       | Star Trek: Voyager                       | Kellin                                | 1 epizód                                                 |
| 1999      | Frasier – A dumagép                      | Frasier                                  | Cassandra Stone                       | visszatérő szereplő (6. évad)                            |
| 1999      | Megoldatlan rejtélyek                    | Unsolved Mysteries                       | önmaga (társ-házigazda)               | 11. évad                                                 |
| 2001      | Ügyvédek                                 | The Practice                             | Marsha Ellison                        | 2 epizód                                                 |
| 2002      | Az igazság ligája                        | Justice League                           | Dr. Sarah Corwin (hangja)             | 1 epizód                                                 |
| 2002–2003 |                                          | American Dreams                          | Rebecca Sandstrom                     | visszatérő szereplő (1. évad)                            |
| 2003      |                                          | Pet Star                                 | önmaga (zsűritag)                     | 2 epizód                                                 |
| 2003      | Dawson és a haverok                      | Dawson's Creek                           | Maddy Allen                           | 2 epizód                                                 |
| 2003      | Pókember                                 | Spider-Man: The New Animated Series      | Silver Sable (hangja)                 | 2 epizód                                                 |
| 2003      | CSI: Miami helyszínelők                  | CSI: Miami                               | Krista Walker                         | 1 epizód                                                 |
| 2003      |                                          | Boomtown                                 | Erika Ashland                         | 1 epizód                                                 |
| 2005      | Tini titánok                             | Teen Titans                              | Arella (hangja)                       | 1 epizód                                                 |
| 2005–2006 | Az igazság ligája: Határok nélkül        | Justice League Unlimited                 | Veronica Sinclair / Roulette (hangja) | 2 epizód                                                 |
| 2006      |                                          | Hollywood Greats                         | önmaga                                | 1 epizód                                                 |
| 2006      |                                          | TV Land's Top Ten                        | önmaga                                | visszatérő vendégszereplő                                |
| 2006–2007 |                                          | Smith                                    | Hope Stevens                          | főszereplő (7 epizód)                                    |
| 2006–2008 | A csodálatos kutyadoki                   | Dog Whisperer with Cesar Millan          | önmaga                                | 2 epizód                                                 |
| 2009      | Orángután-sziget                         | Orangutan Island                         | önmaga (narrátor)                     | 1 epizód                                                 |
| 2009      | Monk – A flúgos nyomozó                  | Monk                                     | T.K. Jensen                           | visszatérő szereplő (8. évad)                            |
| 2010      |                                          | Scoundrels                               | Cheryl West                           | főszereplő (8 epizód)                                    |
| 2011      | Az esemény                               | The Event                                | Catherine Lewis szenátor              | visszatérő szereplő (1. évad)                            |
| 2012      |                                          | Jan                                      | Mel                                   | visszatérő szereplő                                      |
| 2012      | Hell on Wheels Pokoli vadnyugat          | Hell on Wheels                           | Mrs. Hannah Durant                    | visszatérő szereplő (2. évad)                            |
| 2013      |                                          | Who's Cooking with Florence Henderson    | önmaga                                | 1 epizód                                                 |
| 2013      | Született boszorkányok                   | Witches of East End                      | Penelope Gardiner                     | visszatérő szereplő (1. évad)                            |
| 2014      |                                          | Let's Go to the Movies                   | önmaga                                | 1 epizód                                                 |
| 2015      |                                          | Metropolis                               | önmaga                                | visszatérő vendégszereplő                                |
| 2015      | Esküdt ellenségek: Különleges ügyosztály | Law & Order: Special Victims Unit        | Beth Anne Rollins                     | 1 epizód                                                 |
| 2015–2016 |                                          | Celebrity Name Game                      | önmaga (játékos)                      | 1 epizód                                                 |
| 2016      |                                          | Pickle and Peanut                        | Jackson (hangja)                      | 1 epizód                                                 |
| 2016      |                                          | American Gothic                          | Madeline Hawthorne                    | főszereplő (13 epizód)                                   |
| 2016–2017 | A kijelölt túlélő                        | Designated Survivor                      | Kimble Hookstraten                    | visszatérő szereplő (1. évad) magyar hangja Náray Erika  |
| 2016–2019 | Sherlock és Watson                       | Elementary                               | Paige Cowan                           | vendégszereplő (3 epizód)                                |
| 2017      | Voltron: A legendás védelmező            | Voltron: Legendary Defender              | Heera parancsnok (hangja)             | 1 epizód                                                 |
| 2018      |                                          | The Truth About the Harry Quebert Affair | Tamara Quinn                          | - minisorozat főszereplője - (10 epizód)                 |
| 2019      | Mocsárlény: A sorozat                    | Swamp Thing                              | Maria Sunderland                      | - főszereplő (10 epizód) - magyar hangja: - Orosz Anna   |
| 2021      |                                          | Behind the Monsters                      | önmaga                                | 1 epizód                                                 |

## Fontosabb díjak és jelölések
| Év   | Díj                     | Kategória                        | Jelölt mű  | Eredmény |
| ---- | ----------------------- | -------------------------------- | ---------- | -------- |
| 1993 | Szaturnusz-díj          | Legjobb női főszereplő           | Kampókéz   | Elnyerte |
| 2005 | Oscar-díj               | Legjobb női mellékszereplő       | Kerülőutak | Jelölve  |
| 2005 | Golden Globe-díj        | Legjobb női mellékszereplő       | Kerülőutak | Jelölve  |
| 2005 | Screen Actors Guild-díj | Legjobb női mellékszereplő       | Kerülőutak | Jelölve  |
| 2005 | Screen Actors Guild-díj | Legjobb szereplőgárda (mozifilm) | Kerülőutak | Elnyerte |